# Памятная медаль Восточного Хэбэя
Памятная медаль Восточного Хэбэя или Памятная медаль Антикоммунистического автономного правительства Восточного Цзи — медаль марионетки Японской империи - Восточного Хэбэя, учреждённая в 1936, или 1937 году, в память о создании Восточного Хэбэя как государства. Медаль вручалась за заслуги в любых областях. Предположительно, выпускались в Японской империи, на монетном дворе в Осаке. Единственная награда этой страны. 

## Описание награды
Медаль имела 2 степени. Первой следовало награждать чиновников. Второй - остальные слои населения.
Медаль имеет форму правильного круга, диаметром 30.5 мм. Первая степень медали выполнялась из серебра, вторая - из бронзы.
На аверсе - узоры, и 2 стилизованных китайских иероглифа 冀東 (Цзи). На реверсе - китайские иероглифы. Сверху - 纪念章 (памятная медаль), Слева - 冀東防共 (Восточное Цзи), справа - 自治政府 (антикоммунистическое автономное правительство).
Футляр медали деревянный, покрыт чёрным лаком. На нём, белой краской, написано название награды на китайском языке. Кроме футляра, у неё есть еще и внешняя коробка. Она выполнена из белого картона. На нём есть красная наклейка с иероглифами. Левый столбец - "Антикоммунистическое автономное правительство Восточного Цзи", справа "Памятная медаль Восточного Хэбэя"

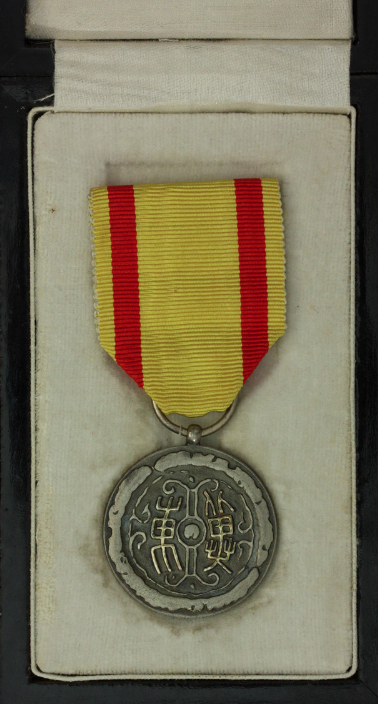
Медаль 1 степени в футляре
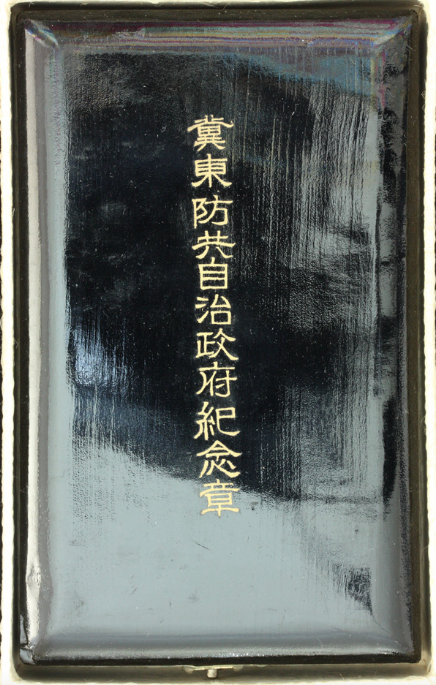
Крышка футляра
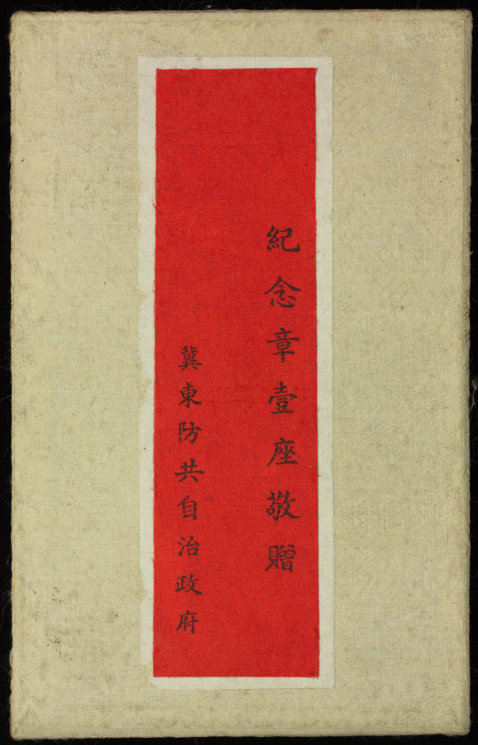
Внешняя коробка